# Woolbeding with Redford
Woolbeding with Redford är en civil parish i Storbritannien.   Den ligger i grevskapet West Sussex och riksdelen England, i den södra delen av landet, 70 km sydväst om huvudstaden London. Arean är 7,3 kvadratkilometer.
Terrängen i Woolbeding with Redford är platt.